# Xanthophyto erythropyga
Xanthophyto erythropyga là một loài ruồi trong họ Tachinidae.